# Crioa indistincta
Crioa indistincta är en fjärilsart som beskrevs av Walker 1865. Crioa indistincta ingår i släktet Crioa och familjen nattflyn. Inga underarter finns listade i Catalogue of Life.